# 주간고속도로 제16호선
주간고속도로 제16호선(영어: Interstate 16, I-16)은 미국 남동부 조지아주 메이컨(Macon)과 조지아주 서배너(Savannah)를 잇는 총 연장 268.45km의 고속도로이다. 16호선의 전 노선이 조지아주 내에 위치해있다.